# Barbie: A Fairy Secret
Barbie: A Fairy Secret (bra: Barbie e o Segredo das Fadas) é um filme estadunidense de comédia e fantasia de 2011, dirigido por William Lau e estrelado pela emblemática boneca Barbie. Seu lançamento nos Estados Unidos ocorreu em 15 de março de 2011, sendo exibido nos cinemas exclusivamente pela rede Cinedigm, acompanhado de uma grande linha de produtos licenciados. No Brasil, o longa foi lançado diretamente em vídeo.
Com o roteiro assinado por Elise Allen, o filme narra as desventuras de Barbie e sua rival Raquelle para salvar Ken, que foi sequestrado por duas fadas para se casar com a princesa delas e ficar preso para sempre no mundo das fadas. É o 19.º lançamento da série cinematográfica de Barbie.

## Sinopse
Depois de Barbie discutir com Raquelle porque a mesma rasgou o seu vestido na estreia de seu novo filme, elas descobrem Carrie e Taylor, maquiadoras de Barbie são fadas que estavam vivendo secretamente entre os humanos. E quando Ken é raptado pela Princesa Graciella que decide se casar com ele, Barbie e suas amigas precisam entrar no mundo das fadas para resgatá-lo. Caso Ken se case com a Princesa Graciella que está sob o efeito de uma poção do amor ele terá de viver eternamente em Gloss Angeles. Logo Barbie vai para Gloss Angeles com o objetivo de derramar um antídoto sobre a Princesa Graciella com o objetivo de reverter a ação da poção do amor e fazer com que Ken possa voltar para o mundo dos humanos.